# いってらっしゃいシリーズ
いってらっしゃいシリーズは、ニッポン放送で1981年4月6日からNRN系列で放送されているラジオ番組。
1981年4月6日から2025年3月31日までの番組名は、自動車メーカーであるスズキ株式会社の一社提供番組として同社の名前が付記された『SUZUKIハッピーモーニング・いってらっしゃいシリーズ』（スズキハッピーモーニング・いってらっしゃいシリーズ）として放送されていた。同年4月1日より同社のスポンサー降板にあわせ、番組名を『◯◯◯◯のいってらっしゃい』に変更した上で放送されている。

## 概要
番組構成は、通勤前のサラリーマンやOL、通学前の学生、これから家事をはじめる主婦に、パーソナリティがその週で決められたお題について、コラムを語る。番組のクライマックスでは必ず、「それではまた明日、金曜の場合は「来週の月曜日に」お会いしましょう。お相手は（パーソナリティの氏名）でした。きょうもいちにち、お元気でいってらっしゃい。」とリスナーにエールを送り番組を締め括る。
パーソナリティは番組開始以後から38年間女優が担当していた。しかし、2020年2月5日に番組を担当していた鈴木杏樹が自身の週刊誌による記事により、鈴木の事務所が制作局のニッポン放送と協議の上、翌6日の放送回を最後に番組から降板。当面の間は内包先番組のアシスタントを務める、同局アナウンサーの新行市佳がパーソナリティを担当する事を発表した。
その後、同年4月6日から羽田美智子が受け持つ事を内包先の『飯田浩司のOK! Cozy up!』の番組内と『いってらっしゃい』の羽田の冒頭挨拶で発表した。
長年に渡ってスポンサーであったスズキの降板により、2025年3月31日をもって一部のネット局では放送を終了。4月以降も放送を継続する局とは異なる内容の最終回が放送された。

## 出演者

### パーソナリティ
歴代、女優が担当する為、その女優の冠が付与されて来た。代理を含めたアナウンサーの場合も同様。
- 十朱幸代 - 1981年4月6日 - 1996年3月29日
- 沢口靖子 - 1996年4月1日 - 2002年12月31日
- 黒木瞳 - 2003年1月6日 - 2004年9月24日
- 鈴木杏樹 - 2004年9月27日 - 2020年2月6日
- 新行市佳（ニッポン放送アナウンサー） - 2020年2月7日 - 4月3日
- 羽田美智子 - 2020年4月6日 -

## ネット局・放送時間
制作局を除き放送時間の早い順から記載。1980年代中期は月曜日から土曜日まで放送していたが、1990年代前期あたり以降は金曜日までの放送となっている。
カッコ内の記述は放送開始時間、内包しているワイド番組名（独立番組の場合は表記なし）の順。ワイド番組に内包されている一部の局では、放送時間が多少変動する場合がある。
ネット局は全て「radiko」「radikoプレミアム」で聴取可能。一部を除き、radikoではワイド番組に内包せず単独番組扱いで番組表に表示されているほか、放送局ホームページ番組表でも、ワイド番組に内包せず単独番組扱いで番組表に表示されている局がある。
12月25日が平日にあたる場合、『ラジオチャリティーミュージックソン』ネット局では、放送時間が変更されたり、休止となる局がある。
| 放送地域       | 放送局名                      | 放送時間    | 備考                                                                                       |
| -------------- | ----------------------------- | ----------- | ------------------------------------------------------------------------------------------ |
| 関東広域圏     | ニッポン放送（LF）            | 7:37 - 7:42 | 制作局 『飯田浩司のOK! Cozy up!』内                                                        |
| 新潟県         | 新潟放送（BSN）               | 7:10 - 7:15 | 『石塚かおりのBrand New Day』内                                                            |
| 宮城県         | 東北放送（tbc）               | 7:23 - 7:28 | 『Goodモーニング』内                                                                       |
| 秋田県         | 秋田放送（ABS）               | 7:25 - 7:30 |                                                                                            |
| 長野県         | 信越放送（SBC）               | 7:25 - 7:30 | 『モーニングワイド ラジオJ』内                                                             |
| 石川県         | 北陸放送（MRO）               | 7:25 - 7:30 |                                                                                            |
| 福井県         | 福井放送（FBC）               | 7:25 - 7:30 | 『良ーいドン!!』内                                                                         |
| 近畿広域圏     | MBSラジオ                     | 7:25 - 7:30 | 『上泉雄一のええなぁ!』内                                                                  |
| 北海道         | STVラジオ                     | 7:32 - 7:38 | 『北海道ライブ あさミミ!』内                                                               |
| 山形県         | 山形放送（YBC）               | 7:35 - 7:40 | 『グッとモーニン!!』内                                                                     |
| 沖縄県         | ラジオ沖縄（ROK）             | 7:35 - 7:40 | 『SPLASH!!!』内                                                                            |
| 山口県         | 山口放送（KRY）               | 7:40 - 7:45 | 『KRY Morning Up』内                                                                       |
| 徳島県         | 四国放送（JRT）               | 7:40 - 7:45 |                                                                                            |
| 島根県・鳥取県 | 山陰放送（BSS）               | 7:40 - 7:45 |                                                                                            |
| 青森県         | 青森放送（RAB）               | 7:45 - 7:50 | 『朝わい!くりっぷ』内                                                                      |
| 山梨県         | 山梨放送（YBS）               | 7:45 - 7:50 | 『909morning』内                                                                           |
| 和歌山県       | 和歌山放送（wbs）             | 7:45 - 7:50 | 『グッディ!』内                                                                            |
| 中京広域圏     | 東海ラジオ（SF）              | 7:54 - 8:00 | 『GRooVE929』内                                                                            |
| 岡山県         | RSK山陽放送                   | 8:15 - 8:20 | 『天神ワイド朝』内                                                                         |
| 香川県         | 西日本放送（RNC）             | 8:15 - 8:20 | 『さわやかラジオ ラ・フレッシュ』内                                                        |
| 高知県         | 高知放送（RKC）               | 8:15 - 8:20 |                                                                                            |
| 岩手県         | IBC岩手放送                   | 8:20 - 8:25 | 『朝からRADIO』内                                                                          |
| 静岡県         | 静岡放送（SBS）               | 8:20 - 8:25 | 『牧野克彦のIPPO（月曜 - 木曜） 原口大輝のIPPO（金曜）』内 スポンサーのスズキ本社所在地    |
| 長崎県・佐賀県 | 長崎放送（NBC） NBCラジオ佐賀 | 8:20 - 8:25 | 『早版!! あさかラ!』内                                                                     |
| 宮崎県         | 宮崎放送（mrt）               | 8:20 - 8:25 | 『おはよう!ニュースキャッチ』内                                                            |
| 栃木県         | 栃木放送（CRT）               | 8:25 - 8:30 | 『ビタミンとちぎ』内                                                                       |
| 岐阜県         | ぎふチャン                    | 8:25 - 8:30 |                                                                                            |
| 広島県         | 中国放送（RCC）               | 8:25 - 8:30 | 『本名正憲のおはようラジオ』内                                                             |
| 愛媛県         | 南海放送（RNB）               | 8:27 - 8:32 | 『山下泰則のモーニングディライト（月曜 - 木曜） 江刺伯洋のモーニングディライト（金曜）』内 |
| 富山県         | 北日本放送（KNB）             | 8:30 - 8:35 | 『KNBモーニングすくらんぶる』内                                                            |
| 福島県         | ラジオ福島（rfc）             | 8:35 - 8:40 | 『レディ・オン』内                                                                         |
| 福岡県         | KBCラジオ                     | 8:35 - 8:40 | 『アサデス。ラジオ』内                                                                     |
| 鹿児島県       | 南日本放送（MBC）             | 8:35 - 8:40 | 『モーニングスマイル』内                                                                   |
| 熊本県         | 熊本放送（RKK）               | 8:42 - 8:47 | 『Wakey Wakey!』内                                                                         |
| 大分県         | 大分放送（OBS）               | 8:50 - 8:55 | 『情熱ライブ!Voice』内                                                                     |